# Vousatka
Vousatka (Bothriochloa) je rod trav, tedy z čeledi lipnicovitých (Poaceae). Jedná se o vytrvalé byliny. Jsou trsnaté nebo výběžkaté, či s oddenky nebo poléhavé. Stébla dorůstají výšek zpravidla 15–200 cm. Čepele listů jsou zpravidla ploché, na vnější straně listu se při bázi čepele nachází jazýček. Květy jsou v kláscích, které tvoří klasy, zpravidla několik klasů, které jsou prstovitě rozprostřené, vzácně se klas znovu větví a vzniká tak lata. Vřeteno klasů často chlupaté. Některé klásky jsou čistě samčí nebo sterilní, jiné jsou oboupohlavné. Klásky jsou ve dvojicích, kdy stopkatý klásek je sterilní a přisedlý oboupohlavný. Oboupohlavné klásky jsou zpředu dozadu smáčklé, dvoukvěté (dolní květ je sterilní). Na bázi klásku jsou 2 plevy, které přibližně stejné, bez osin, zašpičatělé. Pluchy oboupohlavných klásků jsou osinaté, osina delší než plucha, kolénkatá. Pluchy sterilních a samčích klásků jsou bez osin. Plušky chybí nebo jsou velmi zakrnělé, bezžilné. Plodem je obilka. Je známo asi 35 druhů, které jsou rozšířeny převážně teplejších částech světa, místy i adventivně.

## Taxonomická poznámka
Někdy jsou druhy rodu Bothriochloa Kuntze řazeny do rodu Dichanthium Willem.

## Druhy rostoucí v Česku
V České republice můžeme potkat pouze 1 druh z rodu vousatka (Bothriochloa). Je to vousatka prstnatá (Bothriochloa ischaemum, syn.: Dichanthium ischaemum (L.) Roberty), která roste v teplých částech ČR na suchých stráních, stepních lysinách a na mezích.

## Zástupci
- vousatka prstnatá (Bothriochloa ischaemum)